# Ronwen Williams
Ronwen Williams (sinh ngày 21 tháng 1 năm 1992) là một thủ môn bóng đá người Nam Phi, thi đấu cho câu lạc bộ Premier Soccer League SuperSport United. Anh có trận đấu đầu tiên cho Nam Phi vào ngày 5 tháng 3 năm 2014, trong trận giao hữu với Brazil, do thủ môn số một dính chấn thương mắt cá, Itumeleng Khune.

## Danh hiệu

### Câu lạc bộ
- 2015, 2016 Cúp Nedbank vô địch
- MTN 8 2017 vô địch